# ویکی‌پدیای اسلواکیایی
ویکی‌پدیای اسلواکیایی (به اسلواکیایی:  Slovenská Wikipédia)نسخه اسلواکیایی وب‌گاه ویکی‌پدیا است و در اکتبر ۲۰۰۳ ایجاد شده است و در اوت ۲۰۰۶ به ۱۰۰٬۰۰۰ مقاله رسید.
تا تاریخ ۳۰ مه ۲۰۱۱ این دانش‌نامه با بیش از ۱۲۴٬۰۰۰ مقاله در رتبهٔ سیم ویکی‌پدیاها قرار داشت.